# Нёйи-Сен-Фрон (кантон)
Нёйи-Сен-Фрон (фр. Neuilly-Saint-Front) — упраздненный кантон во Франции, регион Пикардия. Департамент кантона — Эна. Входил в состав округа Шато-Тьерри. Население кантона на 2011 год составляло 10 290 человек.
Код INSEE кантона — 0222. Всего в кантон Нёйи-Сен-Фрон входило 33 коммуны, из них главной коммуной являлась Нёйи-Сен-Фрон.

## Коммуны кантона
В состав кантона входили коммуны (население по данным Национального института статистики Архивная копия от 23 октября 2014 на Wayback Machine за 2011 г.):
- Армантьер-сюр-Урк — 101 чел.
- Бонвалин — 248 чел.
- Брюмец — 221 чел.
- Бюсьяр — 125 чел.
- Вёйи-ла-Потри — 140 чел.
- Вишель-Нантёй — 91 чел.
- Ганделю — 679 чел.
- Гризоль — 189 чел.
- Даммар — 411 чел.
- Куршан — 90 чел.
- Ла-Круа-сюр-Урк — 124 чел.
- Ла-Ферте-Милон — 2 210 чел.
- Латийи — 212 чел.
- Лиси-Клиньон — 84 чел.
- Маконьи — 83 чел.
- Маризи-Сен-Мар — 58 чел.
- Маризи-Сент-Женевьев — 132 чел.
- Мон — 121 чел.
- Монтиньи-л’Алье — 272 чел.
- Монтье — 149 чел.
- Нёйи-Сен-Фрон — 2 166 чел.
- Отвен — 159 чел.
- Пасси-ан-Валуа — 166 чел.
- Прие — 53 чел.
- Розе-Сент-Альбен — 283 чел.
- Рокур-Сен-Мартен — 304 чел.
- Сен-Жангульф — 151 чел.
- Сийи-ла-Потри — 130 чел.
- Сомлан — 59 чел.
- Торси-ан-Валуа — 83 чел.
- Троэн — 239 чел.
- Шези-ан-Орксуа — 362 чел.
- Шуи — 395 чел.

## Экономика
Структура занятости населения:
- сельское хозяйство — 8,7 %
- промышленность — 20,3 %
- строительство — 8,7 %
- торговля, транспорт и сфера услуг — 34,4 %
- государственные и муниципальные службы — 27,9 %

Уровень безработицы (2011 год) — 12,3 % (Франция в целом — 12,8 %, департамент Эна — 15,9 %).

Среднегодовой доход на 1 человека, евро (2011 год) — 23 360 (Франция в целом — 25 140, департамент Эна — 21 148).

## Политика
На президентских выборах 2012 г. жители кантона отдали в 1-м туре Марин Ле Пен 30,6 % голосов  против  25,3 % у Николя Саркози и 20,6 % у Франсуа Олланда, во 2-м туре в кантоне победил Саркози, получивший 54,1 % (2007 г. 1 тур: Саркози — 31,6 %, Жан-Мари Ле Пен — 19,2 %; 2 тур: Саркози — 58,9 %). На выборах в Национальное собрание в 2012 г. по 5-му избирательному округу департамента Эна они в 1-м туре отдали большинство голосов — 31,4 % — действующему депутату, кандидату партии Союз за народное движение Изабель Вассёр, но во 2-м туре в кантоне победил единый кандидат левых Жак Крабаль, получивший 39,0 % голосов (из трех кандидатов).
|  | Кандидат   | Партия                  | % голосов |
|  | ---------- | ----------------------- | --------- |
|  | Андре Риго | Прочие правые           | 59,26     |
|  | Клод Жакен | Социалистическая партия | 40,74     |